# Convento jurídico astigitano

Mapa de localización del conventus Astigitanus en Hispania.

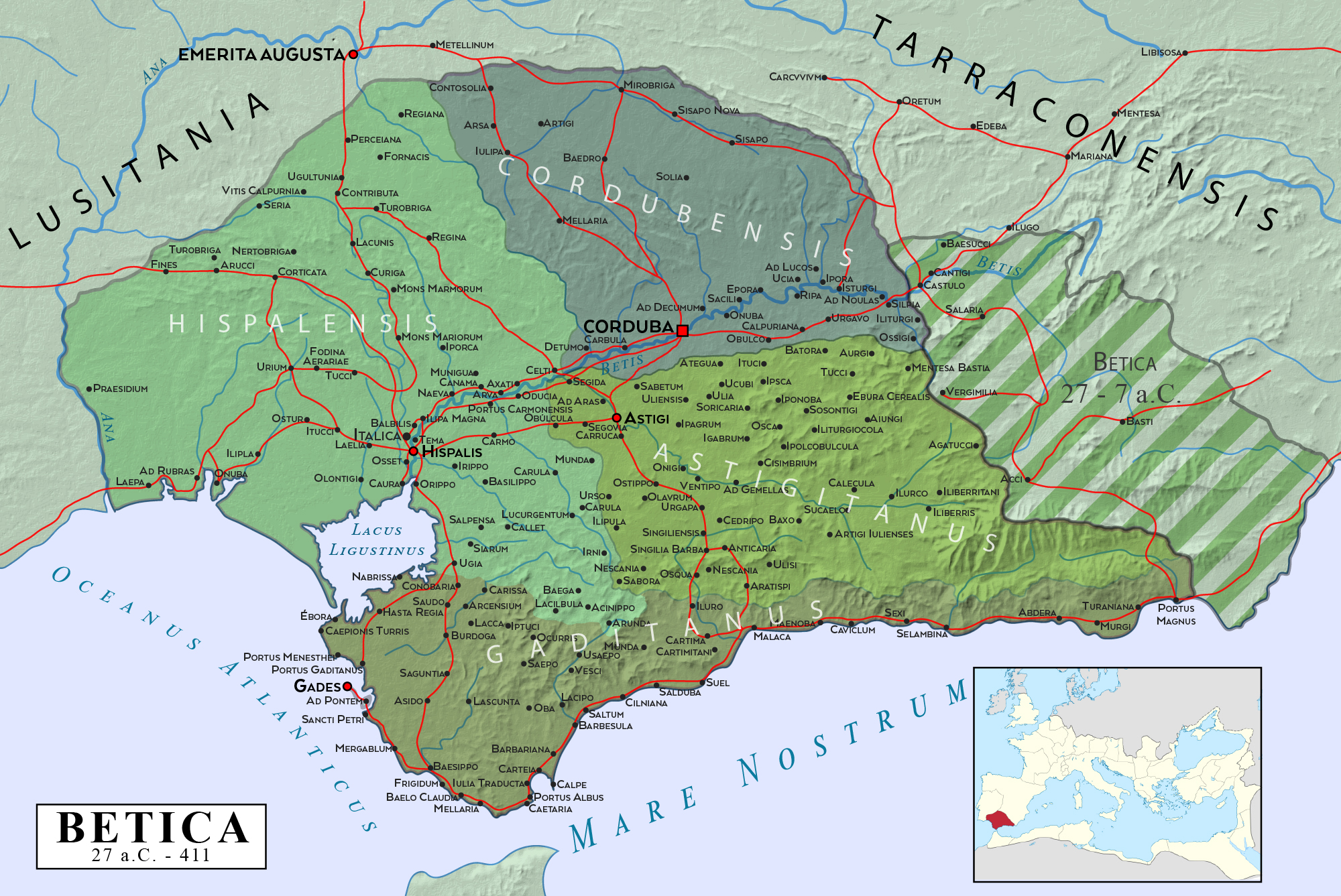
Provincia Bética romana del año 27 a. C. al 411.

El convento jurídico astigitano (en latín, conventus juridicus Astigitanus) es una de las delimitaciones administrativas en las que estaba dividida la provincia Bética romana y que estaba dirigido por la ciudad de Astigi, actual Écija.
El convento iba desde Obúcula, en dirección a Astigi, hasta Urso (Osuna), y se prolongaba hasta la costa entre Sálduba (Estepona la Vieja), Barbésula y Laccipo. Quedaban dentro del convento Setenil, Ronda la Vieja, Ronda, Alahurín y, en la costa, Sálduba, Súel y Malaca (Málaga).
Y también otras poblaciones importantes, como Anticaria (Antequera), Aurgi (Jaén), Igabrum (Cabra), Iliberri (Granada), Ituci (Torreparedones), Singilia Barba (noroeste de Antequera) y Tucci (Martos).